# Storvarden, Älvdalens kommun

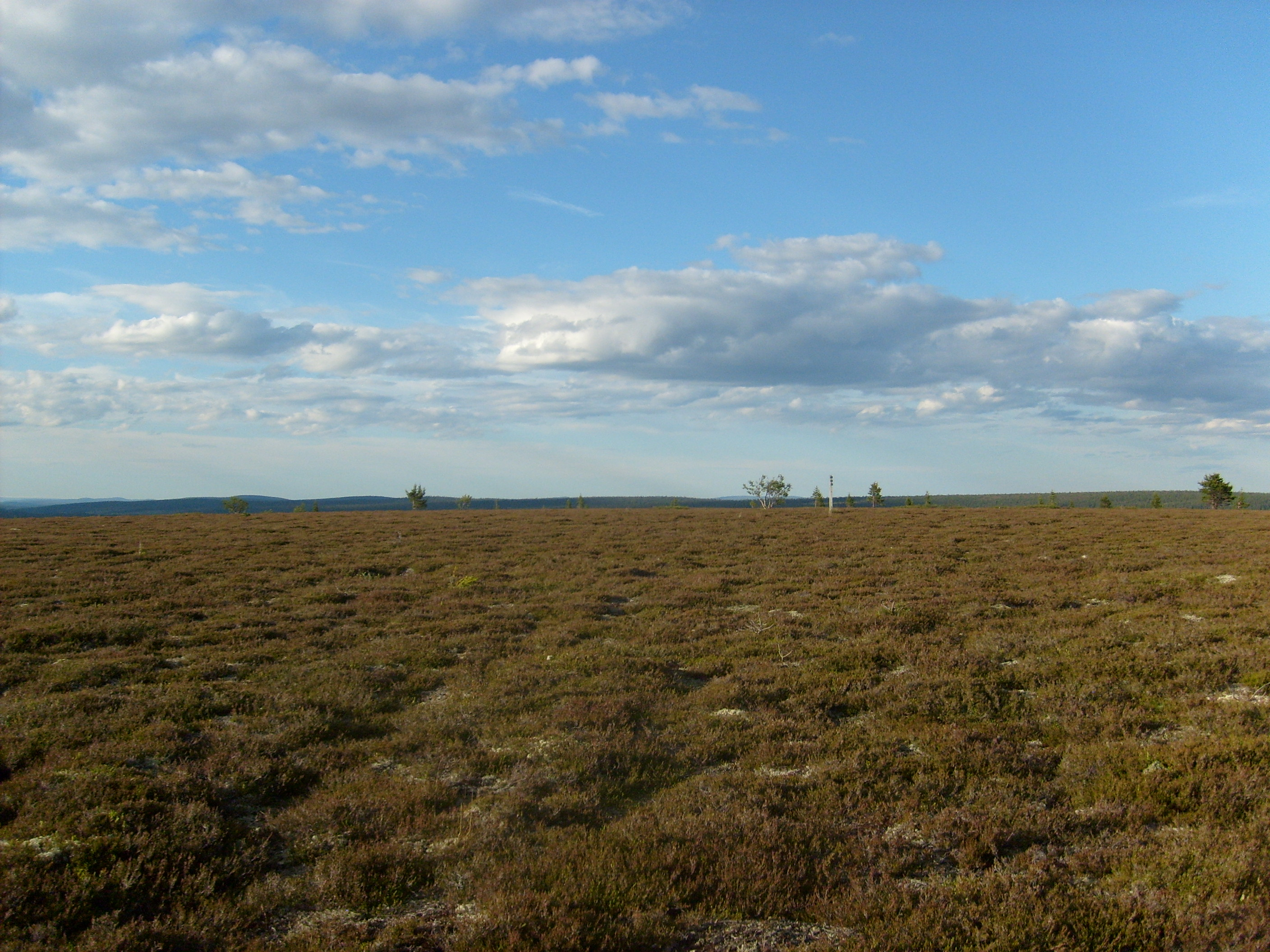
Vy mot norr

Storvarden, 821 meter över havet, är ett relativt litet område ovanför skogsgränsen i Älvdalens distrikt (Älvdalens socken), nära gränsen till Härjedalen. 
Storvarden tillhör de så kallade varderna i Dalarna, vilket betyder små berg eller höjder ovan skogsgränsen. Storvarden är belägen bredvid naturreservatet Rödberg och anses av Naturvårdsverket och Länsstyrelsen i Dalarnas län ha ett högt naturvärde.
Storvarden är utsatt på Terrängkartan 661 Trängslet.